# خواملی
خواملی (به لاتین: Khvamli) یک غار در گرجستان است که در ایمرتی واقع شده‌است.